# San Borja (Río Blanco)
San Borja ist eine Ortschaft im Departamento Beni im Tiefland des südamerikanischen Andenstaates Bolivien.

## Lage im Nahraum
San Borja ist der zweitgrößte Ort des Kanton Magdalena im Municipio Magdalena in der Provinz Iténez. Die Ortschaft liegt auf einer Höhe von 147 m am linken, westlichen Ufer des Río Blanco, der in nordwestlicher Richtung 50 Kilometer flussabwärts in den Río Iténez mündet.

## Geographie
San Borja liegt im bolivianischen Tiefland fünfzehn Kilometer südwestlich der Grenze zu Brasilien. Das Klima der Region ist gekennzeichnet durch eine für die Tropen typische ausgeglichene Temperaturkurve mit nur geringen Schwankungen.
Das jährliche Temperaturmittel beträgt knapp 27 °C, die Monatswerte schwanken zwischen 25 °C im Juni/Juli und 28 °C im Monat Oktober (siehe Klimadiagramm Magdalena). Der Jahresniederschlag beträgt mehr als 1400 mm, mit einer deutlichen Feuchtezeit von November bis März und einer Trockenzeit in den Monaten Juni bis August.

## Verkehrsnetz
San Borja liegt in einer Entfernung von 375 Straßenkilometern nordöstlich von Trinidad, der Hauptstadt des Departamentos.
Von Trinidad aus führt die Nationalstraße Ruta 9 über 211 Kilometer in nördlicher Richtung über San Javier und San Pedro Nuevo nach San Ramón. Hier zweigt eine unbefestigte Landstraße nach Osten ab, die nach 82 Kilometern Magdalena erreicht und von dort aus in nördlicher Richtung nach San Borja führt.

## Bevölkerung
Die Einwohnerzahl der Stadt ist in dem Jahrzehnt zwischen den beiden letzten Volkszählungen um knapp ein Drittel angestiegen:
| Jahr | Einwohner         | Quelle       |
| ---- | ----------------- | ------------ |
| 1992 | keine Detaildaten | Volkszählung |
| 2001 | 193               | Volkszählung |
| 2012 | 240               | Volkszählung |
| 2024 |                   | Volkszählung |